# Roystonea dunlapiana
Roystonea dunlapiana ist eine in Zentralamerika heimische Palmenart aus der Gattung Roystonea.

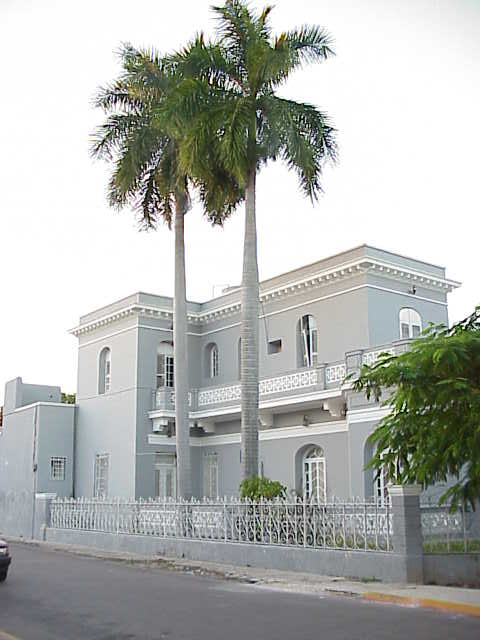
Roystonea dunlapiana

## Merkmale
Wie alle Vertreter der Gattung ist Roystonea dunlapiana eine einzelstämmige, monözische Palme mit großen Fiederblättern. Der Stamm ist grauweiß, bis 20 m hoch bei einem Durchmesser von rund 38 cm. Die Krone besteht aus rund 15 Blättern, von denen die untersten unter die Horizontale hinunterhängen. Der Kronenschaft ist rund 2 m lang. Die Rhachis ist rund 4 m lang, die mittleren Blattsegmente sind 78 bis 88 cm lang und 2,5 bis 6,5 cm breit. 
Der Blütenstand ist rund einen Meter lang und ebenso breit. Das Aussehen des Vorblattes ist nicht bekannt. Die Spatha ist rund zwei Meter lang, schmal zugespitzt und so lang wie der Kronenschaft. Die Seitenzweige des Blütenstands sind bis 37 cm lang und haben einen Durchmesser von 1 bis 1,3 mm und sind steif. Die männlichen Blüten sind weiß, die Kelchblätter sind dreieckig, rund 1 mm lang und 0,8 bis 1,8 mm breit. Die Kronblätter sind elliptisch bis oval, 2,9 bis 5,6 mm lang und 2,1 bis 2,4 mm breit. Die sechs Staubblätter sind rund 3,5 mm lang, die Staubfäden sind ahlenförmig und 2,4 bis 4,8 mm lang, die Antheren 1,8 bis 2,7 mm. Letztere sind purpurn. Die weiblichen Blüten sind unbekannt. 
Die Früchte sind verkehrt eiförmig und buckelig, 12 bis 14,7 mm lang. Das Exokarp ist purpur-schwarz mit flacher Narbe. Das Endokarp ist ellipsoidisch und 11 bis 13,6 mm lang. Das Primärblatt ist lineal-lanzettlich und schwach gerippt. 

## Verbreitung
Die Art kommt zerstreut in den Flussmündungen und Küstensümpfen von Mexiko bis Honduras und Nicaragua vor. Vorkommen in Belize sind wahrscheinlich, aber nicht bekannt. 

## Taxonomie
Roystonea dunlapiana wurde 1952 von Paul Hamilton Allen (1911–1963) in Ceiba; a Scientific Journal Issued by the Escuela Agricola Panamericana, Tegucigalpa (Honduras) Band 3 Seite 15 Tafel 1 bis 3 erstbeschrieben.

## Belege
- Scott Zona: Roystonea (Arecaceae: Arecoideae). In: Flora Neotropica, Band 71, 1996, S. 1–35. (JSTOR)

### Weblink
- Roystonea dunlapiana in der Roten Liste gefährdeter Arten der IUCN 2013.2. Eingestellt von: World Conservation Monitoring Centre, 1998. Abgerufen am 24. Dezember 2013.